# Gefangen im ewigen Eis – Die Geschichte der Dr. Jerri Nielsen
Gefangen im ewigen Eis – Die Geschichte der Dr. Jerri Nielsen (Ice Bound) ist ein US-amerikanisch-kanadisches Filmdrama von Roger Spottiswoode aus dem Jahr 2003. Die Handlung beruht auf dem Buch „Ice Bound: A Doctor's Incredible Battle for Survival at the South Pole“, das Dr. Jerri Nielsen gemeinsam mit Maryanne Vollers schrieb.

## Handlung
Dr. Jerri Nielsen ist mit ihrem Leben unzufrieden. Sie nimmt einen Job als Ärztin der Polarstation am Südpol an. Dort freundet sie sich mit John Penny an, demgegenüber sie zugibt, sie flüchte vor dem Leben.
Eines Tages entdeckt Nielsen in ihrer Brust einen Knoten. Die Station verfügt über keine Apparatur, die Krebsdiagnose ermöglichen würde. Jemand kommt auf die Idee, dass man Bilder der Gewebeproben unter Mikroskop durch Internet verschicken könnte. Dr. Nielsen ist die einzige, die eine Biopsie durchführen kann. Nachdem ihre Helfer versagen, entnimmt sie selbst die Gewebeprobe.
Aus einem Flugzeug werden Medikamente abgeworfen. Die Crewmitglieder der Station müssen die Behälter innerhalb weniger Minuten einsammeln, damit die Medikamente nicht einfrieren.
Dr. Nielsen unterzieht sich der Chemotherapie. Der Tumor wird etwas kleiner, aber nur langsam. Die Venen von Dr. Nielsen befinden sich in einem schlechten Zustand. Die Ärzte vom Festland treffen die Entscheidung, dass sie evakuiert werden muss.
Nielsen sagt, sie habe es nicht eilig, die Station zu verlassen. Penny erwidert, sie solle nicht vor dem Leben fliehen.
Die Flugzeuglandung gilt als schwierig, es wird mit einem möglichen Absturz gerechnet. Sie gelingt dennoch, das Flugzeug bringt einen anderen Arzt und nimmt Nielsen mit. Ein Text im Abspann teilt mit, dass ihre Brust amputiert, aber sie von Krebs befreit würde.

## Hintergrund
Der Film wurde in Ontario gedreht.

## Kritiken
Save.tv schrieb, der Film sei „packend“. Die Darstellung von Susan Sarandon wurde gelobt.

## Auszeichnungen
Der Film wurde im Jahr 2004 für den Tonschnitt für den Motion Picture Sound Editors Award nominiert.